# Лудвичак, Клаус
Клаус Лудвичак (нем. Klaus Ludwiczak; род. 21 октября 1951, Кёльн, Северный Рейн-Вестфалия) — западногерманский хоккеист на траве, полевой игрок. Участник летних Олимпийских игр 1976 года, двукратный бронзовый призёр чемпионата мира 1973 и 1975 годов, двукратный чемпион Европы по индорхоккею 1976 и 1980 годов.

## Биография
Клаус Лудвичак родился 21 октября 1951 года в западногерманском городе Кёльн.
Играл в хоккей на траве за «Рот-Вайс» из Кёльна. В его составе трижды становился чемпионом ФРГ по хоккею на траве (1972—1974) и дважды — чемпионом страны по индорхоккею (1974, 1978).
Дважды в составе сборной ФРГ выигрывал бронзовые медали чемпионата мира — в 1973 году в Амстелвене и в 1975 году в Куала-Лумпуре.
В 1976 году вошёл в состав сборной ФРГ по хоккею на траве на летних Олимпийских играх в Монреале, занявшей 5-е место. Играл в поле, провёл 4 матча, мячей не забивал.
Дважды становился чемпионом Европы по индорхоккею - в 1976 году в Арнеме и в 1980 году в Цюрихе.
В 1973—1981 годах провёл за сборную ФРГ 51 матч, в том числе 42 на открытых полях, 9 — в помещении.